# Arló
Arló is een plaats (nagyközség) en gemeente in het Hongaarse comitaat Borsod-Abaúj-Zemplén. Arló telt 4199 inwoners (2001).